# Bogar bárd meséi
A Bogar bárd meséi (eredeti, angol címén The Tales of Beedle the Bard) egyaránt egy képzeletbeli könyv J. K. Rowling Harry Potter regénysorozatában, és egy valódi könyv, melyet az írónő írt a regényfolyam mellé. A képzeletbeli könyvvel a sorozat utolsó kötetében, a Harry Potter és a Halál ereklyéiben találkozunk. A valóságos könyv 2008. december 4-én jelent meg.
A valóságos könyv eredetileg limitált kiadásban jelent meg; mindössze 7 példány készült belőle, mindegyik a szerzőnő által illusztrált, kézírásos munka. 2007-ben az egyik példány 50000 fontos kikiáltási árral került aukcióra, de végül 1,95 millió fontért kelt el; ezzel korunk legdrágább, aukción értékesített, kézírásos műve lett. A könyvből befolyó összegből az írónő jótékonysági alapítványa kampányát támogatta.
A könyv végül 2008. december 4-én került a nagyközönség elé, bevételeit a Children's High Level Group-nak ajánlotta fel az írónő.

## A Harry Potter-sorozatban
A Bogar bárd meséi kitalált könyvként először a 2007-es Harry Potter és a Halál ereklyéiben jelenik meg, a hetedik és egyben utolsó kötetben. A könyvet Albus Dumbledore, a Roxfort Boszorkány- és Varázslóképző Szakiskola korábbi igazgatója hagyományozta Hermione Grangerre. A könyv meghatározása szerint tündérmesék népszerű gyűjteménye varázserővel rendelkező gyerekek számára. Ám, amíg Ron Weasley ismeri a történeteket, addig Harry Potter és Hermione Granger még csak nem is hallottak róluk, mivel varázstalan családban nőttek fel.
A könyv, amelyet Hermione megkap - Dumbledore akarata szerint - csak egy másolata az eredeti, kitalált könyvnek. A könyvet egy ősi-kinézetű kis könyvként írják le, melynek gerince foltos és repedezett. A regényben is szerepel, miszerint a borítóján egy dombornyomott, rúna szimbólumokkal írt cím szerepel.
A könyv bevezető szerepet tölt be a Halál ereklyéinek bemutatásában. A három testvér meséje fölött Hermione Granger egy furcsa szimbólumra bukkan, amelyről később Xenophilius Lovegood által kiderül, hogy az Ereklyék szimbóluma. A háromszög a láthatatlanná tévő köpenyt, a háromszögön belüli kör a feltámadás kövét, a függőleges vonal pedig a bodzapálcát reprezentálja.
A három tárgy magában a mesében is említésre kerül, s a Peverell fivéreknek tulajdonítják őket, akikről kiderül, hogy Harry elődjei voltak. A regény vége felé maga Albus Dumbledore is megerősíti Harry és a Peverellek kapcsolatát; illetve megállapítja, hogy valószínűleg a három fivér az ereklyék megalkotója.
A kiadványokban 2008 decemberében megjelent, Rowling által írt bevezetésben az írónő megemlíti, hogy Bogar bárd, a fiktív karakter Yorkshire-ben született, és a 15. században élt, illetve különösen dús szakállal rendelkezett.

## A kiadás története
A könyv megírásába Rowling nem sokkal a hetedik Harry Potter regény befejezése után kezdett bele. Egy rajongóival folytatott interjú során kijelentette, hogy más könyveket is használt inspirációs forrásként a mesékhez. A három testvér meséje – amely az egyetlen olyan történet, ami teljes egészében benne foglaltatik A halál ereklyéiben –, Geoffrey Chaucer Canterburyi mesékjében megjelenő A búcsúárus meséje ihlette.

## Ismertető
A könyv a varázsló gyermekek által jól ismert meséket gyűjti össze, egy igen régi rúna-írásos kiadás „Hermione Granger által írt” új fordítása alapján. Az egyes történetekhez maga Albus Dumbledore írt magyarázó szöveget.
A könyv az alábbi meséket tartalmazza:
- A varázsló és a pattogó fazék: A könyv első meséje. Egy bölcs varázsló mugligyűlölő fiának a sorsáról szól, miután édesapja halála után örököl egy minden bajt gyógyító fazekat. A faluban kitör a nyavalya, a varázsló viszont nem akar segíteni. Miután a fazék előadja azokat a betegségeket amiket a falu emberei produkálnak, a varázsló kénytelen folytatni apja munkáját.
- A szerencse színes szökőkútja: A szökőkút szerencsét biztosít az embernek holtáig. Négy vándor, Ása, Amáta, Altéda és Luckless lovag indult el útján, ám végül csak egy ért célba. Az út végén rájönnek, hogy már mind megtalálták a boldogságot, csak eddig nem vették észre.
- A mágus szőrös szíve: Talán a legmorbidabb mese. Hasonlít ahhoz, hogy a lelket külön tárgyakba zárják, ám itt egy szívről van szó. Egy ifjú mágus sötét varázslatokkal elejét veszi a szerinte rossz dolgoknak, de az Isten egy csinos boszorkányt sodor az útjába.
- Nyiszi nyuszi és a locsifecsi fatönk: A mágiával talán legtöbbet foglalkozó mese. Animágiáról is szó van benne, természetesen a jó oldaláról. Ismét szó van arról, hogy a muglik tudatlanok. Egy király felfogad udvarába egy csalót, aki varázslónak állítja magát, de igazából csak egy közönséges mugli. Ennek a „sarlatánnak” meg kéne tanítania az ostoba királyt a varázslás művészetére, de persze ez nem sikerül neki. A csaló később rájön, hogy Nyiszi, a király mosónője egy valódi boszorkány és bajba keveri, de végül a gonosz megkapja méltó büntetését.
- A három testvér meséje: Ismert mese a hetedik könyvből. A három testvér éppen vándorol, mikor egy folyó állja útjukat, de ők mégis átjutnak. Ekkor megjelenik nekik a Halál és „ajándékokat” ad nekik. Az első két testvér ostoba módon használja a „jutalmat”, de a legkisebb testvér helyesen. Ő boldogan élt, míg öregségére meg nem halt.

## Magyarul
- Bogar bárd meséi; ford. Tóth Tamás Boldizsár; Animus, Bp., 2008